# エリック・キルモンガー
エリック・“キルモンガー”・スティーヴンス (Erik "Killmonger" Stevens) は、マーベル・コミックスの刊行物に登場する架空のスーパーヴィランである。鍛錬を重ねた熟達の戦士であり、宿敵ブラックパンサーに匹敵する身体能力を持つ。
映画『ブラックパンサー』にも同名のキャラクターが登場する。

## 刊行履歴
エリック・キルモンガーは『ジャングル・アクション』第6 - 8号（1973年9月 - 1974年1月）に連載されたブラックパンサーのストーリー「豹の激情 (Panther's Rage)」で初登場した。キャラクター原案はドン・マクレガーとリック・バックラーである。
その後に登場したタイトルは以下の通りである。
- 『ジャングル・アクション』第12 - 13号（1974年11月 - 1975年11月）
- 『アイアンマン・アニュアル』第5号（1982年）
- 『オーバー・ザ・エッジ』（1996年4月）
- 『ブラックパンサー』第3シリーズ第13号（1999年12月）

同第15 - 16号（2000年2 - 3月）
同第18 - 21号（2000年5 - 8月）
同第23 - 25号（2000年10 - 12月）
同第60号（2003年7月）
- 『デッドプール』1997年シリーズ第44号（2000年9月）
- 『ブラックパンサー』第4シリーズ第35 - 38号（2008年5 - 8月）

2006年に発行された総覧 All-New Official Handbook of the Marvel Universe A-Z （第6号）ではキルモンガーの項目が立てられている。

## 作中の経歴
アフリカの小国ワカンダに生まれる。出生時のワカンダ名はN'Jadaka（ウンジャダカ）である。ユリシーズ・クロウが傭兵部隊を率いてワカンダを攻撃した事件で、ヌジャダカの父は強要されて手を貸した。クロウの敗退とともに父親は死亡し、残された家族は追放処分を受ける。ヌジャダカはニューヨークのハーレムに流れ着き、自分を追放したティチャラ王（ブラックパンサー）とクロウへの憎悪を育てる。ヌジャダカは父の復讐を切望するあまりエリック・キルモンガーと改名し、マサチューセッツ工科大学で知識を蓄えた。
やがてティチャラ王に交渉して追放を解かれると、ワカンダの村に住みつく。この村は後に彼を称えてヌジャダカ村と名を変えることになる。キルモンガーは政権転覆を企て、ワカンダから「白人植民地主義者」の文化的影響（と彼が見るもの）を一掃して完全な古代社会を復元することを目指す。ティチャラはアベンジャーズとしての活動のため頻繁に渡米しており、キルモンガーはその隙にバロン・マカーブルと共謀してクーデターを起こす。この目論見は成功せず、キルモンガーは命を落とす。しかしマンダリンがその死体を引き取った。

### 復活
マンダリンは強力なパワーを持つ自らの指輪を用いて「復活の祭壇」を強化し、キルモンガーを蘇生させる。キルモンガーは恋人で志を同じくするマダム・スレイと合流し、ブラックパンサーを殺害してワカンダを古代の姿に戻そうと企む。
トニー・スターク（アイアンマン）がワカンダを訪れると、マダム・スレイは随行のジム・ローズ（ウォーマシン）に薬を盛って拘束する。キルモンガーはブラックパンサーを殺害してローズとスタークに罪を着せ、ワカンダ国民に彼らへの復讐を煽ってその先頭に立つ。しかし、ブラックパンサーはライフ・モデル・デコイ を用いて死を偽装していたのだった。ブラックパンサーはキルモンガーを打倒する。マンダリンは指輪を呼び戻し、キルモンガーをただの白骨に還す。しかし信望者の手によりキルモンガーは再び蘇生し、その後も繰り返しティチャラに挑戦することになる。

### 王位簒奪
妖術師アチェベ師がワカンダの転覆を試みた事変の後、ティチャラは国の運営を名代エヴェレット・ロスに任せて外遊に出る。キルモンガーはその間にワカンダを経済的に支配しようと図る。キルモンガーを止めるため、ティチャラはやむを得ずワカンダ国内の外国企業をすべて国有化して株式市場に恐慌を引き起こす。両者は国王の座を賭けて戦いの儀式に臨む。激しい争いの末にキルモンガーは宿敵を打ち負かし、ブラックパンサーの称号を勝ち取る。ワカンダの支配者の地位を手中に収めたキルモンガーは、さらにティチャラからアベンジャーズメンバーの身分をも奪い取ろうとする。しかし、立場を固めるために受けた即位の礼において、儀式の一環として服用したハート形のハーブがキルモンガーの体に重篤な反応を引き起こす。このハーブは王族の血筋以外の者にとって毒だった。キルモンガーを死ぬに任せ、誰にも邪魔されずブラックパンサーの地位を取り戻すこともできたにもかかわらず、ティチャラは宿敵の命を救う。
やがてキルモンガーは昏睡から覚め、ワカンダの首長の地位を取り戻そうとする。彼はニューヨークに向かい、インナーシティに勤務する警官キャスパー・コールと接触する。コールは捜査のための方便としてブラックパンサーに扮していた。コールを味方につけてティチャラを出し抜こうと考えたキルモンガーは、効果を弱めたハート形のハーブを与えるとともに、誘拐された上司の息子を探す手助けをしようと申し出る。その代償としてコールはブラックパンサーの名を捨て、豹神のしもべホワイトタイガーとなり、さらにいつかキルモンガーに借りを返さなければならなかった。コールはこれを受け入れたが、ハーブによって得た能力を用いて独力で少年を探し出し、キルモンガーに無際限の負債を負わされることは免れる。
ティチャラは改めて唯一の王としてワカンダに君臨していたが、キルモンガーは再び姿を現し、隣国ニガンダを手中に収める。二国の争いはティチャラとキルモンガーとの決闘に発展する。そこにキルモンガーによって捕虜とされていたモニカ・ランボー（パルサー）が割って入り、キルモンガーを殺す。物語の結末では、かつてティチャラが父の死に際してそうしたように、キルモンガーの幼い息子がブラックパンサーへの復讐を誓う。

## パワーと技能
キルモンガーは熟練した武術家であり、人間としては最高峰の筋力と天才的な知性を備えている。

## MCU版
マーベル・シネマティック・ユニバース（MCU）では、マイケル・B・ジョーダンが演じる。日本語吹替は津田健次郎が担当。
本項は、“アース616”（正史の宇宙）におけるウンジャダカ/キルモンガーを主軸として表記する。 

### キャラクター像
本名は“ウンジャダカ（N'Jadaka）”、アメリカ人としての名は“エリック・スティーヴンス（Erik Stevens）”であり、“キルモンガー（Killmonger）”は通り名という設定。
元アメリカの秘密工作員にして、アフリカ系アメリカ人の傭兵。ニューオリンズの最底辺層で育ち、アナポリスの海軍兵学校を19歳で卒業してMITに通った高学歴の持ち主で、そこから独力で米軍のシールズに入隊後、イランやアフガニスタンをはじめ各地の戦場を転々と渡り歩き、その後、JSOCの隠密部隊にリクルートされた 傭兵として暗殺・選挙や王の死など権力の移行時を狙って、外国政府を正規軍ごと支配し、資源を奪って大勢の人間を殺してきた戦歴を畏怖され、“死の商人”を意味する“キルモンガー”の異名を得た。
その正体は“ワカンダ”の先代国王であるティ・チャカの弟のウンジョブがアメリカ人女性との間に儲けた一人息子で、ティ・チャラ/ブラックパンサーやシュリの従兄弟である。ゲーム感覚で敵だけでなく、盾にされた味方までを殺し、自らの屈強な肉体に殺した人数分の傷をつける残忍にして過激なテロリストである一方で、ドゴン族の仮面を気に入って活動時に被ったり、夕日が美しい母国を一目拝みたいとワカンダへ憧れに似た執着を抱くなど、人間味を帯びた風情も持つ男である。
父を殺害し、自分をオークランドに置き去りにした伯父一家への復讐と、ウンジョブの悲願である黒人の社会的立場向上のため、ワカンダの王位を狙って、同国のテクノロジーによる世界征服を企み、ユリシーズ・クロウと手を組んだ。

### 『ホワット・イフ...?』版
“アース32938”におけるウンジャダカの“変異体”、正史の彼と同様のキャラクター像であると共に、冗談かどうかは不明だが、自身が設計したドローンのデザインは「アニメ好き」が理由と語る一面も見せ、後にウアトゥ/ウォッチャーによって“ガーディアンズ・オブ・マルチバース”の一員にもなった。

### 能力
特殊部隊で殺人者としての訓練と、幾多の戦地での実戦経験を重ねたことから、ティ・チャラを上回るほどの戦士としての基礎的な技量を持ち、これに加えて、ワカンダの王位を奪ったことで“神秘のハーブ”を飲用して、超人的な身体能力を得た。

### アイテム・武装
ロイヤル・リング（Royal Rings）
祖父のアズーリからウンジョブに受け継がれた指輪。ウンジョブとウンジャダカの父子は、この指輪をチェーンに通して保有しており、現在ではウンジャダカが父の形見として 首に下げ、ワカンダを来訪した際にティ・チャラたちへ身分を証明するために差し出す。
ドゴン族の仮面
グレート・ブリテン博物館から奪取したドゴン族の民族仮面。ドゴン族が“ダマ”という埋葬劇で身に付けるもので、ウンジャダカはこれをクロウの救出時に被る。
スプリングフィールド・アーモリー 1911 ローデッド MCオペレーター
左大腿部のホルスターで携行する愛用のハンドガン。
BCM Recce-14 KMR-A13
LMT M203 2003装着モデルであるライフル。アース32938におけるウンジャダカはスコープとランチャーが装着されていない状態のものを使用する。
古代の剣と槍
ティ・チャラとの挑戦の儀式で提供された長槍と葉の形をした剣で、双方とも“ヴィブラニウム”製である。長槍の柄はヴィブラニウム製ではないようで、ウンジャダカによって蹴り折られ、彼はこの槍を短剣のように使用した。
挑戦の儀式と、“ドーラ・ミラージュ”からナキア&シュリとの連戦にティ・チャラとの決闘まで振るわれたが、最後はティ・チャラが槍を逆利用してウンジャダカに致命傷を与える。
ブラックパンサー・スーツ（Panther Habits）
ワカンダの王位を持つ者へ、国王の座と“ブラックパンサー”の称号と共に継承される、黒豹をモチーフにデザインされた戦闘用スーツで、シュリによってアップグレードされた2着の新型スーツのうちの1着である。このスーツは、豹の金色の牙の形をした首飾りと、豹の体表の斑点をイメージした模様があしらわれた本体、凶猛さを感じさせる唸り顔のヘルメットが特徴であり、スーツのハイライトや放出されるエネルギーの色は金色である。
未使用時は首飾りだけの状態であり、使用者が頭の中で起動の意思表示をすると、首飾りに内蔵されたナノマシンが放出されて、使用者の身体に一瞬でスーツを形成・装着させる。ヘルメットもナノマシンと使用者の意思で形成・解除が可能。ヘルメット実体化中は使用者の声が拡声器を通した音声となる。ヘルメットの装飾耳には聴覚ブースターが内蔵されている。
ヴィブラニウムが編み込まれており、軽量かつしなやかでありながら機銃掃射や手榴弾の爆風を浴びても傷一つ付かないほどの非常に高い対衝撃性と、両手部分の指先から伸縮するヴィブラニウム製の物体にも傷跡を残すほど鋭いヴィブラニウム製の爪を備えている。さらに、エネルギーの吸収・蓄積・放出機能を有し、受けた衝撃の動的エネルギーをスーツ内に吸収・蓄積し、任意のタイミングで蓄積したエネルギーを全て放出することが可能で、周囲へ一斉に攻撃できる。しかしこの機能については、エネルギーの蓄積量に限界があるようで、スーツに一定量のエネルギーが蓄積された状態で別の強烈な衝撃を受けると、使用者の意思に関係なくエネルギーを自動的に放ってしまうなど難点も見られる。
新国王のティ・チャラがこれを「惹かれる」と評しながらも、「潜入任務の際に目立つ」という理由で使うことはなかったために保管され、後にワカンダの王位を奪ったウンジャダカが入手し、ティ・チャラと互いにスーツ姿で最後の決闘を展開する。

### 描写
『ブラックパンサー』
本作でMCU初登場。
ティ・チャラがワカンダ国王に即位した頃と同時期、グレートブリテン博物館に客を装って入り込み、クロウらと共にヴィブラニウム製の斧とドゴン族の民族仮面を奪取した。クロウが釜山でエヴェレット・ロスたちに捕らわれると、拘留先であるCIA施設を襲撃してクロウを救うも、その際にティ・チャラたちが出向いていたことを確認すると、機が熟したとしてクロウを射殺。彼の遺体を手土産に携えてワカンダに直接出向き、ウカビを懐柔してワカンダ評議会に顔を出し、自らの素性を明かすと、ティ・チャラと儀式で決闘して彼を倒し、王位とハーブの力を手にした。
そこから世界中の黒人たちへ本国製の武器を輸送する準備を始めるものの、復活したティ・チャラに阻まれ、ドーラ・ミラージュやナキア&シュリと連戦して一蹴した後にティ・チャラと雌雄を決しようと激突するが、奪い取られた槍を身体に突き立てられて致命傷を負う。最後はティ・チャラの思いやりで、念願のワカンダの夕日を拝み、彼からの助命の勧めを「先祖は船から海に身を投げた」という理由で断って、身体から槍を引き抜き絶命する。
『ホワット・イフ...?』
第6話
アース32938におけるウンジャダカが登場。
第9話
アース32938におけるウンジャダカが再登場。
『ブラックパンサー/ワカンダ・フォーエバー』

## ほかのメディア

### ビデオゲーム
- Lego Marvel's Avengers 『LEGO マーベル アベンジャーズ』：ブラックパンサーのDLCパックにエリック・キルモンガーのプレイアブルキャラクターが含まれている[12]。
- Lego Marvel Super Heroes 2 『LEGO マーベル スーパー・ヒーローズ２ ザ・ゲーム』：プレイアブルキャラクターである[13]。

### 音楽
- 映画『ブラックパンサー』のサウンドトラックに収録された、ラッパーのジェイ・ロック、ケンドリック・ラマー、フューチャーらによる曲「King's Dead」はキルモンガーに言及している。